# Oxyopes falconeri
Oxyopes falconeri là một loài nhện trong họ Oxyopidae.
Loài này thuộc chi Oxyopes. Oxyopes falconeri được Roger de Lessert miêu tả năm 1915.